# Småsävssläktet

Småsävssläktet, Eleocharis, är fleråriga och lågväxta halvgräs. 
Stråna är ogrenade, gröna, bladlösa och vanligen trinda vid basen med ett par bladslidor. 
Axet är ensamt, toppställt, elliptiskt och vanligen mångblommigt. 
Axfjällen är spiralställda. 
Blomman är tvåkönad med upp till åtta kalkborst. 
Tre ståndare, ett stift, två eller tre märken. 
Nöten är rundat trekantig, stiftbasen (stylopodium) är vanligen uppsvälld, kalkborsten kvarsittande.
Kromosomtal: varierande. 
Släktet har omkring 150 arter. Men i Sverige förekommer sju arter, en av de vanligaste är agnsäv (E. uniglumis) som är vanlig på havsstrandängar. 
Arten vattenkastanj (E. dulcis) odlas i Kina för sina ätliga stamknölar. 
Släktnamnet Eleocharis kommer av grekiskans helos (kärr) och charis (prydnad) och betyder 'en prydnad för kärr', vilket skulle kunna tyckas egendomligt med tanke på arternas oansenliga uppenbarelse. Det bör emellertid tolkas som att det omger en vattensamling såsom ett halsband pryder en mänsklig bärare, oavsett om det består av kostbara pärlor och guld, eller glitter av enklaste slag.
Arter i Sverige:
agnsäv (E. uniglumis)
dvärgsäv (E. parvula)
dysäv (E. multicaulis)
knappsäv (E. palustris)
nålsäv (E. acicularis)
tagelsäv (E. quinqueflora)
veksäv (E. mamillata)

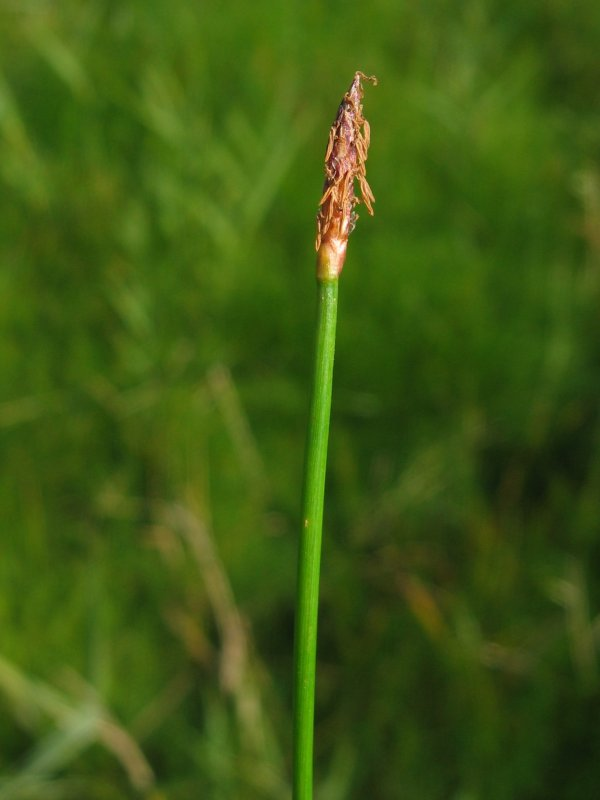
Agnsäv
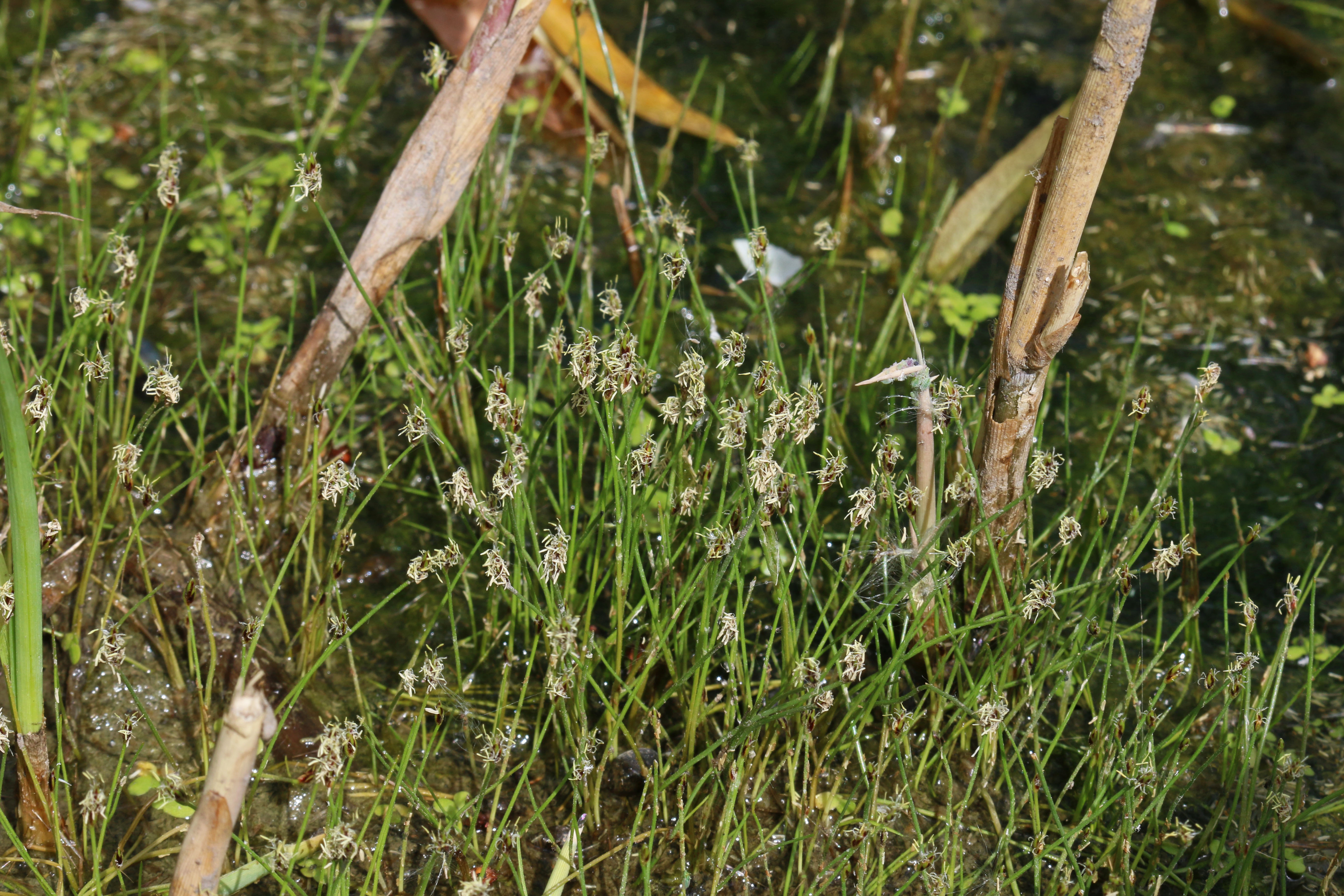
Dvärgsäv
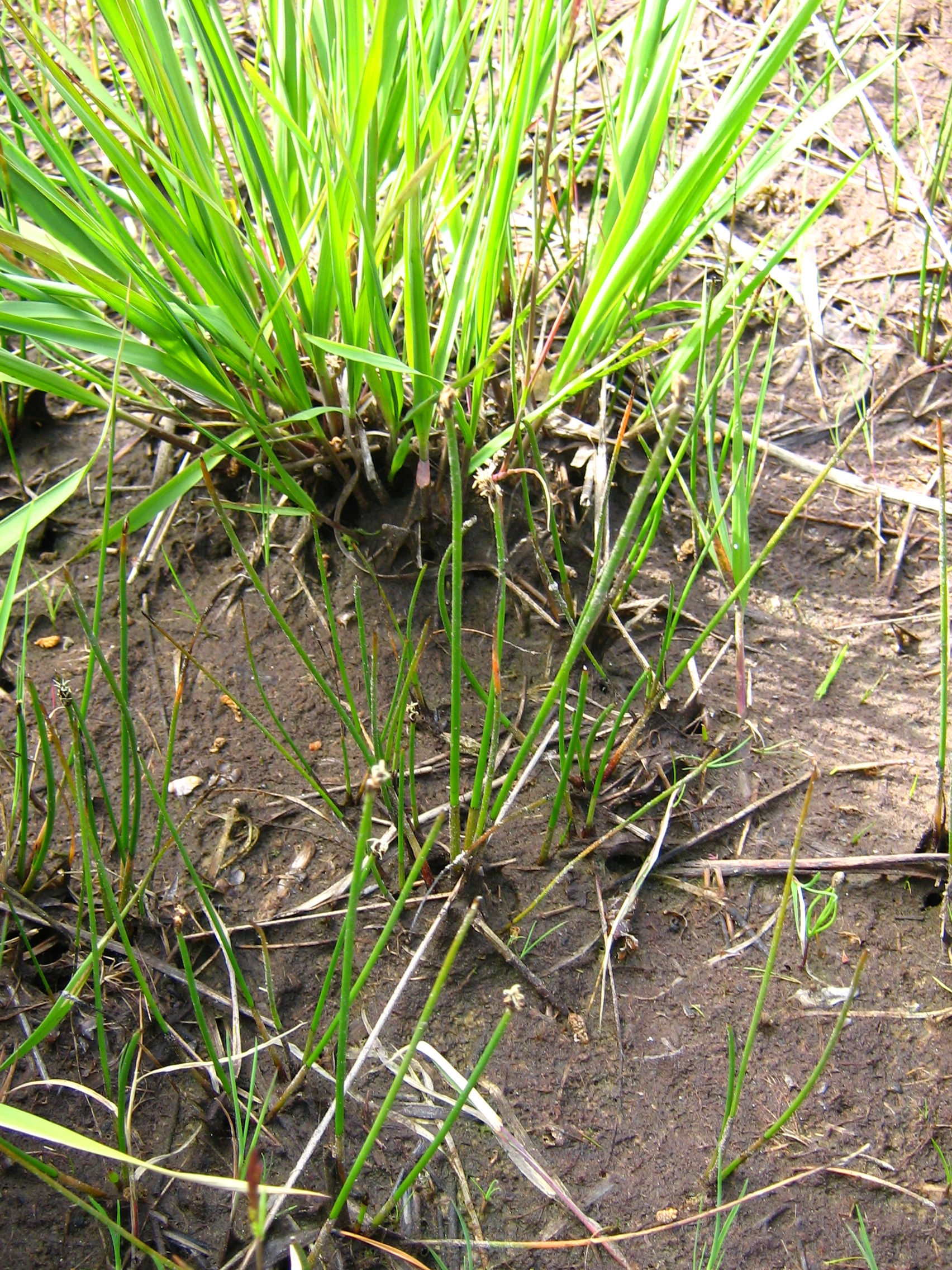
Dysäv
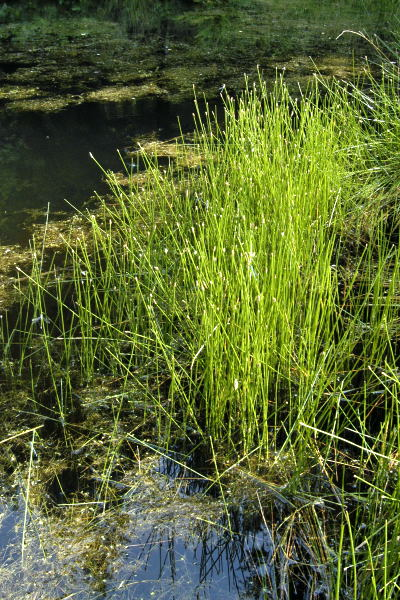
Knappsäv
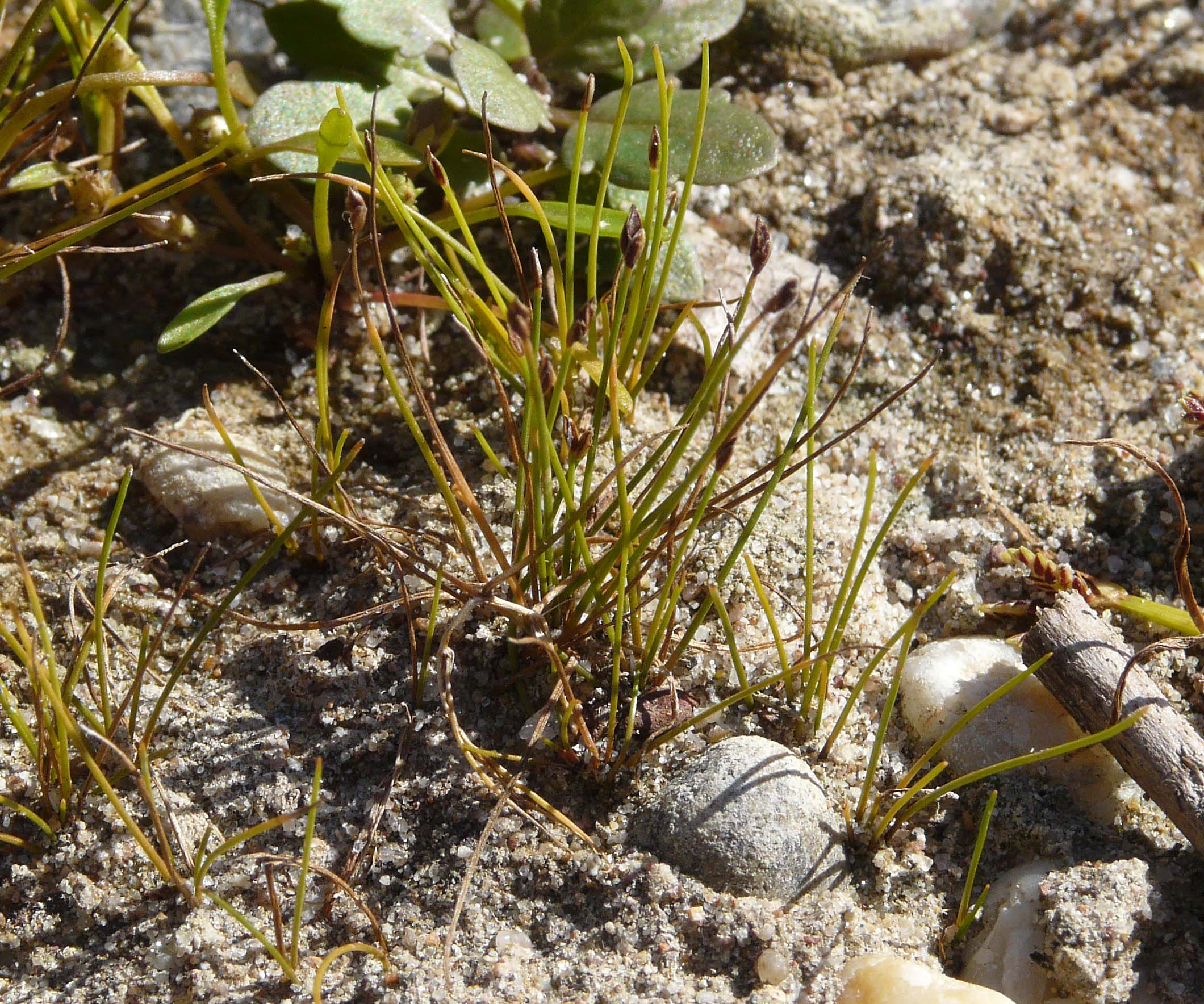
Nålsäv
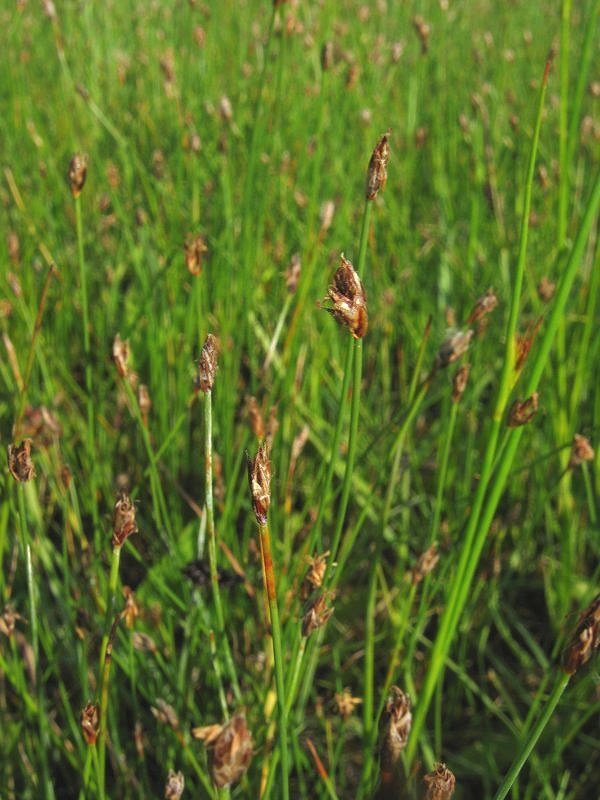
Tagelsäv
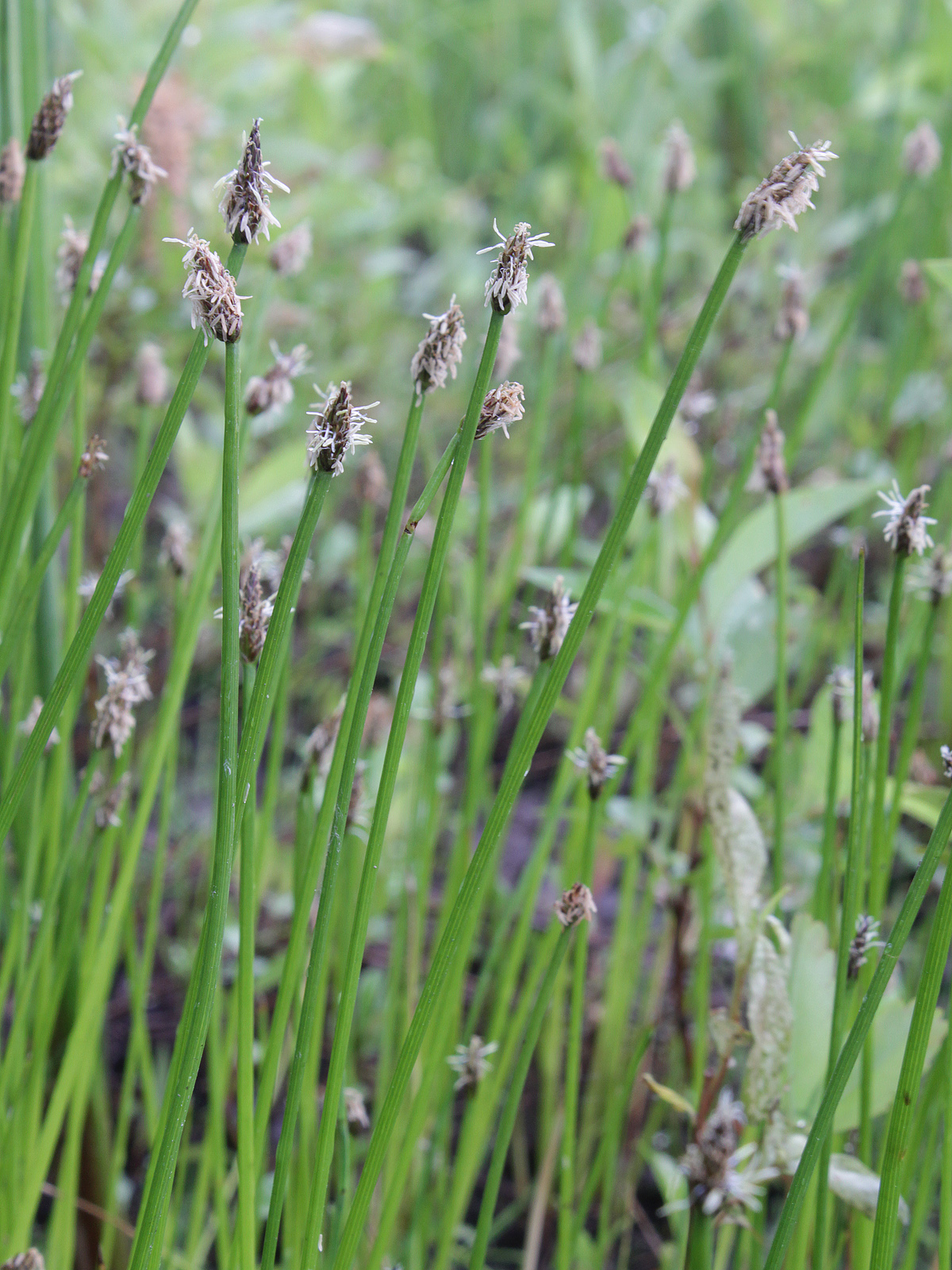
Veksäv

Eleocharis är en mycket viktig näringskälla för många arter såsom gnagare och sköldpaddor. Växtsläktet är t.ex. den viktigaste näringskällan för den utrottningshotade Mexikanska sköldpaddsarten Terrapene coahuila